# Jonas che avrà vent'anni nel 2000
Jonas che avrà vent'anni nel 2000 (Jonas qui aura 25 ans en l'an 2000) è un film del 1976 diretto da Alain Tanner, scritto dallo stesso Tanner e John Berger. Le riprese sono state effettuate a Ginevra ed è uscito in Francia il 1º dicembre.

## Trama
Il film ruota attorno a quattro coppie di personaggi, tutti col nome iniziante per "Ma" (come Marx o maggio), reduci dei movimenti del 1968. Per diverse ragioni, le loro esistenze vengono a gravitare attorno all'azienda agricola, gestita con criteri ecologici, in Svizzera da Marguerite e Marcel. L'utopia e la speranza nel futuro, caratteristiche comuni a tutti i personaggi (con Max che, col proprio cinismo, le rinnega come idee superate, confermandole), sono esplicitate dal bellissimo monologo di Mathilde poco dopo l'inizio del film, quando il compagno Mathieu, con il quale ha due figli e ne ha adottato un terzo, le comunica di avere trovato un nuovo lavoro e una grande nuova casa:
"Non siamo abbastanza per viverci dentro: credo che sia il momento di fare un altro figlio. Non mi piacciono gli spazi vuoti, né la mia pancia vuota, o i miei seni vuoti. Ho voglia di essere riempita, di traboccare. Mathieu! Fra nove mesi sarò grossa così!"
Max e Madeleine, lui disilluso militante della sinistra sessantottina, ora dedito al gioco d'azzardo, lei impiegata in una società d'affari e affascinata dalle pratiche tantriche, sono giunti all'azienda agricola Certoux per avvisare i proprietari su un'operazione di speculazione immobiliare che avrebbe interessato i terreni dell'azienda. Marco, professore di storia, vi si rifornisce di ortaggi e altri articoli alimentari, come le salamelle col cui ausilio ha illustrato ai suoi allievi le circonvoluzioni nel procedere del tempo. Marco ha conosciuto Marie, frontaliera proveniente da Annecy, che lavora come cassiera in un supermercato e cerca di aiutare gli anziani più poveri facendo la cresta ai conti della loro spesa; cosa che le costerà perdita dell'impiego e carcere. Marco ha invitato Marie e Mathieu a scuola, a tenere lezioni su recessione e vita dei lavoratori frontalieri. Le iniziative di Marco a scuola, in cui mantiene con gli studenti un rapporto quasi tra pari e tralascia completamente il programma per concentrarsi solo su analisi approfondite di concetti inerenti alla storia e alla loro vita sociale, gli costeranno il posto di lavoro.
Anche Mathieu ha avuto problemi di lavoro. Complice l'innovazione tecnologica, la tipografia per cui lavorava l'ha mandato a spasso. Con la moglie Mathilde e i tre figli ha trovato impiego come autotrasportatore, in particolare di letame di cavallo, e abitazione nell'azienda. Ma poi ha preferito dedicarsi all'educazione dei figli suoi e dei proprietari, creando una piccola scuola, alternativa a quella pubblica. Ma sottraeva tempo al lavoro e Marguerite non ha gradito. Così, per mantenere la famiglia, che tra poco si arricchirà di un nuovo elemento, Jonas, ha dovuto cercarsi un altro lavoro, mentre Marco ha trovato impiego animando gli anziani ospiti di una casa di riposo, nei quali, grazie ad uno dei tanti inserti in bianco e nero del film, vede il futuro dei suoi allievi del liceo.
Nel frattempo, le coppie Max con Madeleine e Marco con Marie si stabiliscono nella casa di campagna di Marcel e Marguerite, insieme con Mathieu e Mathilde e daranno vita ad una convivenza di ispirazione sessantottina, ma evoluta grazie alle diverse esperienze dei vari membri, messe in comune, per aspettare insieme l'arrivo di Jonas. Ora Jonas ha cinque anni e, incidendo con un sasso i murales disegnati dai ragazzi della scuola e che rappresentano i protagonisti di questa storia, si prepara a scriverne un'altra...

## Recensioni
Il film ha ricevuto una recensione positiva da Pauline Kael nel quotidiano The New Yorker: "Ci sono otto personaggi chiave in Jonas, tutti intorno ai venti-trent'anni, e tutti alla ricerca di una soluzione ai problemi sollevati alla coscienza dagli eventi del 1968. Nessuno di questi è un perfetto borghese; sono piuttosto quei tipi fantasiosi e ossessivi che venivano considerati ai margini prima del 1968...
Ognuno di questi otto personaggi è in qualche modo un utopista, ad eccezione del disilluso ex-attivista Max. Ognuna di queste persone è autonoma, ricerca le proprie risposte ed agisce di conseguenza, ed insieme, suggerisce il film, potranno dar vita a Jonas, che avrà l'acume necessario a connettere le loro visioni...
Miou-Miou è il personaggio più godibile del film. Questa biondiccia, questa sorta di Brigitte Bardot dei poveri, si fatica a credere che possa essere un'attrice, eppure lo è senza alcun dubbio... Marie ha un amico in Francia, il vecchio Charles, un ferroviere in pensione, al quale porta del cibo rubato; questo è interpretato dal veterano attore francese Raymond Bussières, noto per Casque d'or ed i film di Clouzot e René Clair. Insieme, Miou-Miou e Bussières riescono a esprimere una notevole fantasia nell'arco di poche scene...
L'intero film è studiato come una collezione di piccole routine...Jonas è così ingegnosamente costruito che uno se lo può godere alla maniera in cui poteva godersi i film egalitari di Renoir degli anni trenta, concentrandosi su ciascun personaggio a turno..."

## Distribuzione
La differenza tra il titolo originale e quello italiano, per quanto riguarda l'età attribuita a Jonas nel 2000, si spiega con la ritardata distribuzione del film in Italia, avvenuta solo nel 1980.

## Riconoscimenti
- Seminci 1977: Premio Ciudad de Valladolid

## Sequel
Nel 2000 Alain Tanner diresse Jonas et Lila, à demain, mai distribuito in Italia. In questo seguito ideale di Jonas che avrà vent'anni nel 2000, il protagonista, appena diplomato in cinema e sposato ad una donna di origini africane, incontra Anziano, "...un vecchio cineasta-intellettuale in pensione, avvinto dal dubbio e dalla disillusione, ma non ancora domo...insomma Jonas incontra di nuovo l'utopista Alain Tanner".